# Xylopia muricata
Xylopia muricata este o specie de plante angiosperme din genul Xylopia, familia Annonaceae, descrisă de Carl von Linné. Conform Catalogue of Life specia Xylopia muricata nu are subspecii cunoscute.